# Net Run
《Net Run》（日语： Netoran）是由株式会社News Akiba發行的資訊雜誌，現已停刊。其內容以互聯網熱話和軟件使用方法為主，此外亦有刊出日本御宅文化的相關資訊。Internet Watch形容它為「2000年代互聯網界最具代表性的雜誌」。

## 歷史
《Net Runner》（ネットランナー）是《Net Run》的前身，它於1999年9月由軟銀出版株式會社創立。其名源於威廉·吉布森的小說《伊朵兒》。《我們的互聯網歷史》（僕たちのインターネット史）寫道，它當時想效法資訊雜誌《Tokyo Walker》，成為「先行者」。2002年，其發行量達到20萬本。
2007年10月6日，《Net Runner》停刊。總編輯武本佳久表示其原因在於員工的編寫方向跟出版社有衝突。於是他把雜誌更名為《Net Run》，並透過自設的新公司株式会社News Akiba於11月8日起把雜誌發行至市面。它吸收了大多《Net Runner》的員工。
2009年12月8日，由於資金問題，《Net Run》決定停刊。《Net Run》停刊號的上一期封底寫有「征求廣告」的字句，停刊號則換成「放棄了」。當時它的發行量為5萬本。

## 內容
《Net Runner》的內容以互聯網熱話和軟件使用方法為主，此外亦有刊出日本御宅文化的相關資訊。它會涉足對等網路軟件等與盜版和软件破解有關的話題。跟出版社發生衝突的原因也在於此。它在網上設有「new-akiba.com」、「脫教教我君.net」（脱教えて君.net）、「Ota☆Suke」（おた☆スケ）等網站。

## 評價
Internet Watch形容它為「2000年代互聯網界最具代表性的雜誌」。針對《PC Japan》和《Net Run》同一時期停刊一事，新聞工作者井上俊幸認為，網上資訊已替代了雜誌本身，因此人們對後者的需求下降。

## 外部連結
- new-akiba.com （页面存档备份，存于）（日語）
- 教えて君.net （页面存档备份，存于）（日語）
- Ota☆Suke （页面存档备份，存于）（日語）
- Android Smart （页面存档备份，存于）（日語）